# 突尼斯航空航点
以下是突尼斯航空的目的地

## 非洲

### 北非
- 阿爾及利亞
  - 阿爾及爾（胡阿里·布邁丁國際機場）
  - 奧蘭（奧蘭機場）
- 埃及
  - 開羅（開羅國際機場）
- 利比亞
  - 班加西（貝尼納國際機場）
  - 的黎波里（的黎波里國際機場）
- 摩洛哥
  - 卡薩布蘭卡（穆罕默德五世國際機場）
- 突尼西亞
  - 傑爾巴
  - 加夫薩
  - 莫納斯提爾（哈比卜·布爾吉巴國際機場）
  - 斯法克斯
  - Tabarka
  - 托澤爾
  - 突尼斯（迦太基國際機場）樞紐機場

### 西非
- 科特迪瓦
  - 阿比讓（布埃港機場）
- 馬里
  - 巴馬科（巴馬科國際機場）
- 毛里塔尼亞
  - 努瓦克肖特（努瓦克肖特國際機場）
- 塞內加爾
  - 達喀爾（約夫－利奧波德·塞達爾·桑戈爾國際機場）

## 亞洲

### 中東
- 巴林
  - 麥納麥（巴林國際機場）
- 科威特
  - 科威特（科威特國際機場）
- 黎巴嫩
  - 貝魯特（拉菲克·哈里里國際機場）
- 約旦
  - 安曼（阿勒婭王后國際機場）
- 沙特阿拉伯
  - 吉達（阿卜杜勒-阿齊茲國王國際機場）
- 敘利亞
  - 大馬士革（大馬士革國際機場）
- 阿拉伯聯合酋長國
  - 迪拜（迪拜國際機場）

## 歐洲
- 奧地利
  - 維也納（維也納國際機場）
  - 林茲（林茲機場）
  - 薩爾茨堡（沃爾夫岡·阿馬多伊斯·莫扎特機場）
- 比利時
  - 布魯塞爾（布魯塞爾機場）
  - 列日（列日機場）
- 捷克共和國
  - 布拉格（布拉格機場）
- 法國
  - 波爾（波爾機場）
  - 里爾
  - 里昂（聖埃克絮佩里機場）
  - 馬賽（普羅旺斯機場）
  - 米盧斯
  - 南特
  - 尼斯（藍色海岸機場）
  - 巴黎（夏爾·戴高樂機場）
  - 巴黎（奧利機場）
  - 斯特拉斯堡（斯特拉斯堡機場）
  - 圖盧茲（布拉尼亞克機場）
- 德國
  - 柏林（舍內費爾德機場）
  - 杜塞爾多夫（杜塞爾多夫機場）
  - 美因河畔法兰克福（法兰克福机场）
  - 漢堡（漢堡機場）
  - 慕尼黑（慕尼黑機場）
- 希臘
  - 雅典（埃萊夫塞里奧斯·韋尼澤洛斯國際機場）
- 匈牙利
  - 布達佩斯（布達佩斯國際機場）
- 意大利
  - 米蘭（馬爾彭薩國際機場）
  - 巴勒莫（巴勒莫國際機場）
  - 羅馬（菲烏米奇諾列奧納多·達文西國際機場）
  - 那不勒斯（那不勒斯國際機場）
- 盧森堡
  - 盧森堡市（芬德爾國際機場）
- 荷蘭
  - 阿姆斯特丹（史基普機場）
- 葡萄牙
  - 里斯本（里斯本機場）
- 塞爾維亞
  - 貝爾格萊德（尼古拉特斯拉機場）
- 西班牙
  - 巴塞羅那（巴塞羅那機場）
  - 畢爾包（畢爾包機場）
  - 馬德里（巴拉哈斯機場）
- 瑞士
  - 日內瓦（日內瓦國際機場）
  - 蘇黎世（蘇黎世機場）
- 土耳其
  - 伊斯坦布爾（阿塔图爾克國際機場）
- 英國
  - 倫敦（希斯路機場）